# Hans Jørgen Uldall
Hans Jørgen Uldall (25 de Maio de 1907 Silkeborg, Dinamarca – 29 de outubro de 1957 Ibadan, Nigeria) foi um linguista dinamarquês conhecido por desenvolver a teoria linguística da glossemática com Louis Hjelmslev.
Tendo estudado inglês com Otto Jespersen da Universidade de Copenhage, ele foi para Londres para estudar fonologia com Daniel Jones.
Em 1929, ele ministrou cursos na Universidade da Cidade do Cabo, tendo, em seguida, voltado para Londres para ensinar fonética, em 1930. Enquanto esteve na Cidade do Cabo, ele trocou correspondências com o decano de antropologia americana Franz Boas , na Columbia, que lhe garantiu uma bolsa 2000 dólares, para realizar trabalho de campo na língua Maidu sob os auspícios da Pesquisa Arqueológica e Etnográfica da Califórnia, criado por A. L. Kroeber , em 1901. Em seu caminho para a Cidade do Cabo, fez uma parada em Hamburgo, para participar do 24º congresso de Americanistas.
Ele passou 1931-1932 na Califórnia, trabalhando em estreita colaboração com Kroeber e Jaime de Angulo, que se tornou seu amigo íntimo. Ele tornou-se fluente em Maidu e acumulou uma grande quantidade de notas e textos, mas acabou publicando apenas um artigo sobre a fonética em Maidu, em 1954. Seus textos e listas de palavras foram publicados em 1966 por Willian Shipley como Textos e dicionário de Nisenan (do inglês: Nisenan texts and diccionary Univ. da Califórnia Publicações XLVI). As transcrições fonéticas de Uldall são consideradas extraordinariamente detalhadas e precisas.
Quando ele terminou seus estudos nos Estados Unidos, o casal voltou para a Dinamarca em 1933, onde ele procurou um tópico em linguística sobre a qual trabalhar. Descartando a ideia de trabalhar em línguas da Nova Guiné ou do Sudeste da Ásia, colegas sugeriram que ele o estudasse o dialeto dinamarquês de Rovsø na Jutlândia. Ele trabalhou na aldeia de Udby por um ano antes de sua esposa ficar doente e os dois terem que sair da cidade. Lá ele coletou e documentou dados e fez um trabalho detalhado transcrições do dialeto local, o que veio a formar parte do Corpus dinamarquês dialectológico, depois de sua morte. Durante este período, ele também colaborou com seu ex-mentor Otto Jespersen em um trabalho sobre a fonologia do inglês. Durante este período também colaborou com Louis Hjelmslev, com o que primeiro foi um estudo de campo que eles chamavam de "fonemática", mas que se desenvolveu para tornar-se parte da teoria glossemática de Hjelmslev. Eli Fischer Jørgensen, aluno de Hjelmslev, recordou mais tarde o seu processo de colaboração como orgânico no sentido que eles não tinham sempre certeza de quem tinha tido cada ideia.
Após a morte de sua primeira esposa, em 1937, Uldall, se casou com a foneticista Elizabeth t. uldall (nee Anderson) (1913-2004), também aluna de Daniel Jones. Em 1939, entrou no serviço Britânico, e durante a II Guerra Mundial, o casal trabalhou para o British Council , em locais como Atenas, Bagdá, Cairo e Alexandria, e após a guerra, a Argentina e o Paraguai. A partir de 1949, Elizabeth estabeleceu-se na Universidade de Edimburgo, onde ensinou fonética, enquanto Hans Jørgen Uldall foi trabalhar na Nigéria até a sua morte em 1957.
Durante seu tempo no exterior, Hjelmslev continuou o trabalho de desenvolvimento da glossemática, e publicou sua principal obra sobre o assunto. Uldall, escrevendo separadamente sua
Hans Jorgen Uldall
português3 categoriasparte da obra, se afastou das ideias de Hjelmslev em vários pontos, e quando ele terminou o seu Esboço de Glossemática, um Estudo na Metodologia das ciências Humanas, com Referência Especial à Linguística. Parte I: Teoria Geral ele não estava mais em linha com os pensamentos de Hjelmslev. Portanto, os dois principais volumes da teoria glossemática, de Hjelmslev e Uldall, respectivamente, cada um apresenta uma versão diferente da teoria.